# Kovačice
Kovačice (em cirílico: Ковачице) é uma vila da Sérvia localizada no município de Valjevo, pertencente ao distrito de Kolubara. A sua população era de 174 habitantes segundo o censo de 2011.

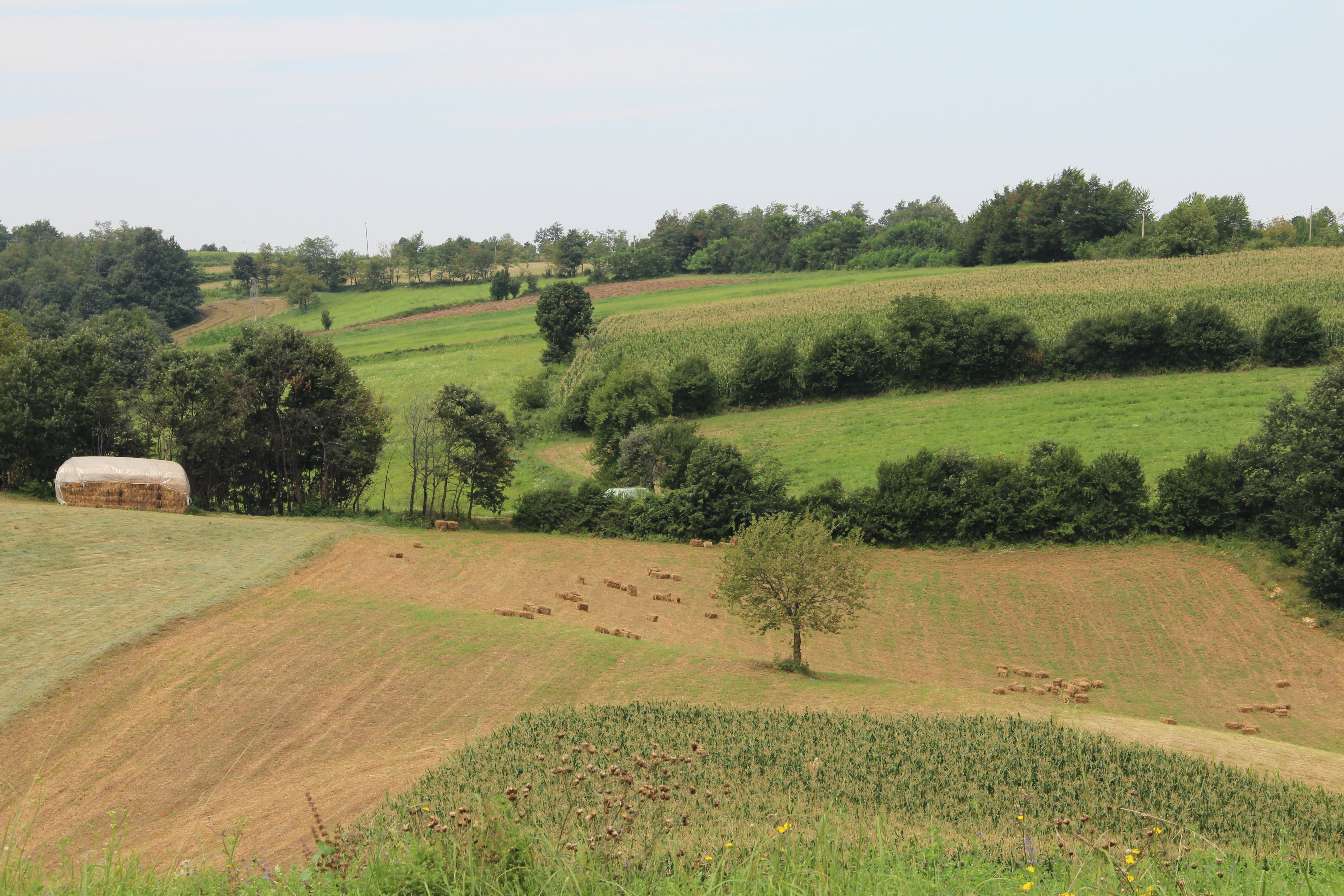
Kovačice - panorama
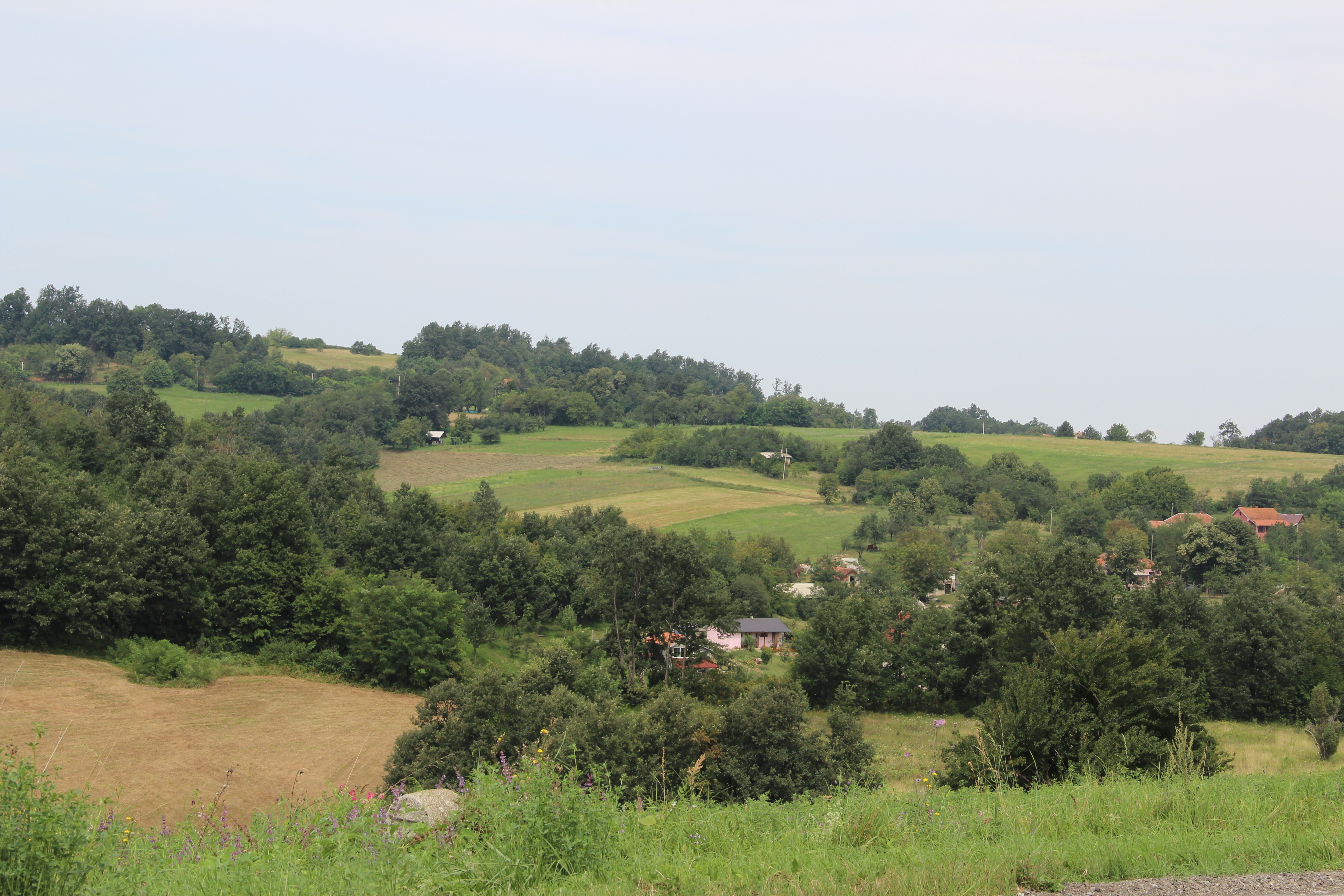
Kovačice - panorama
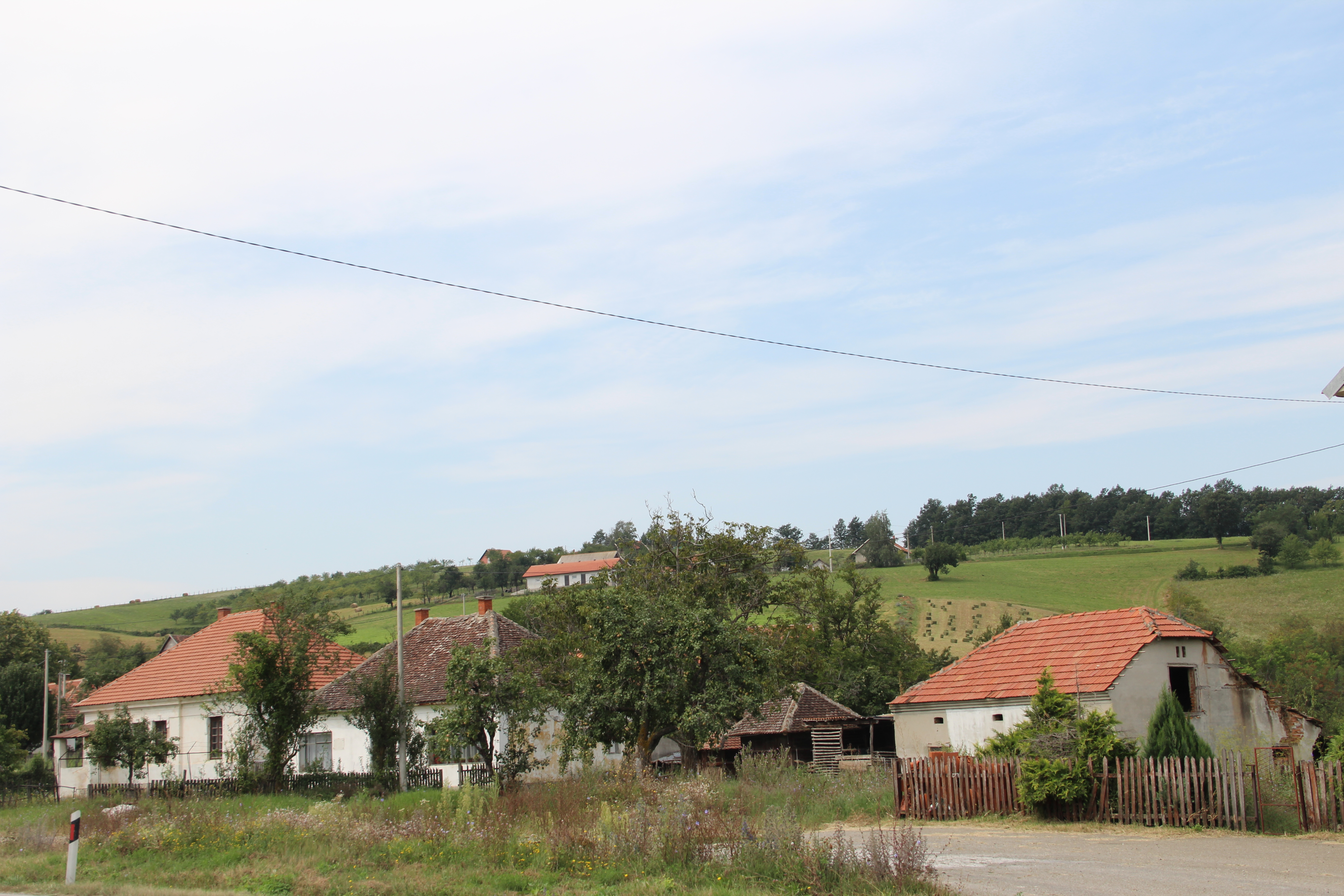
Kovačice - panorama
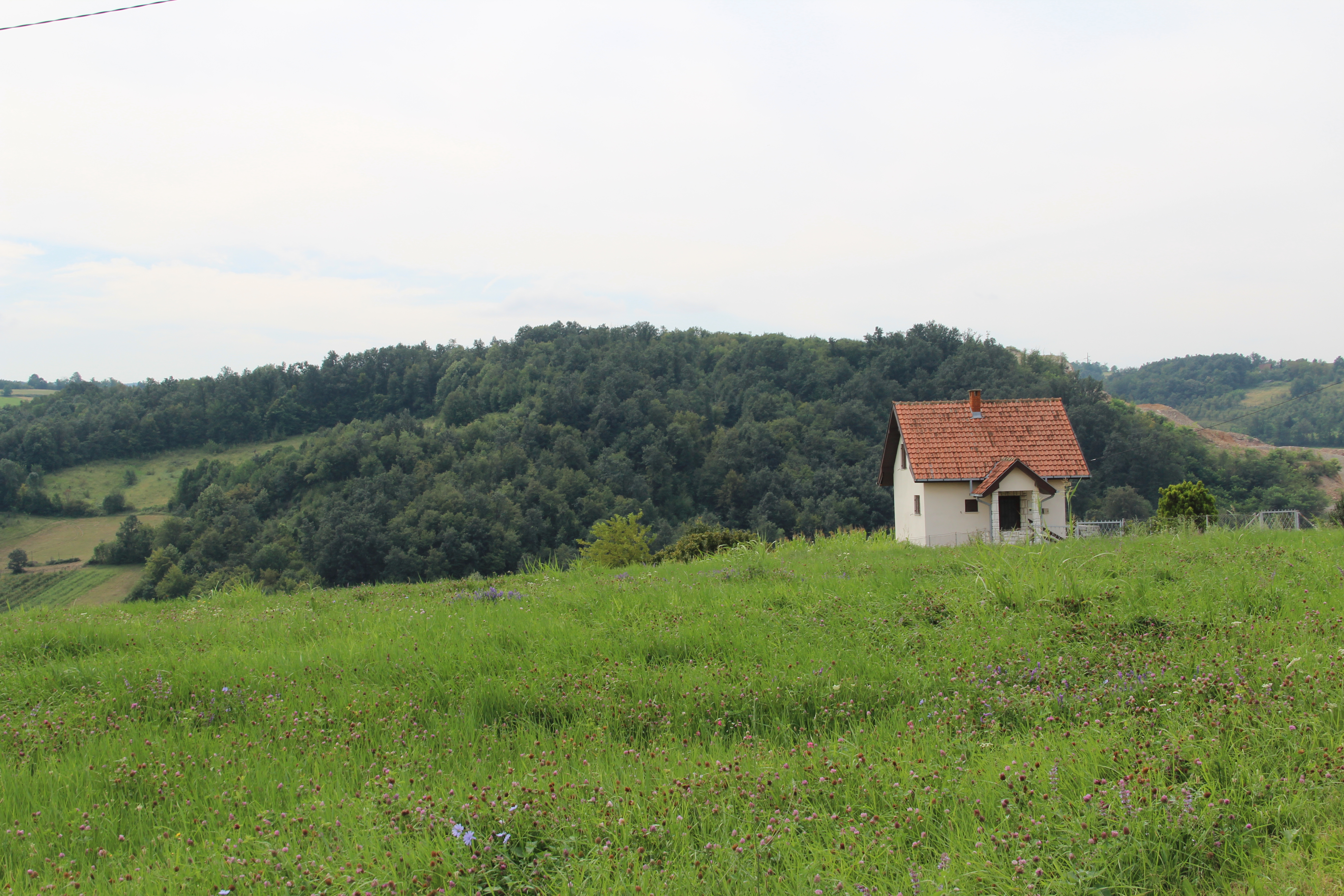
Kovačice - panorama
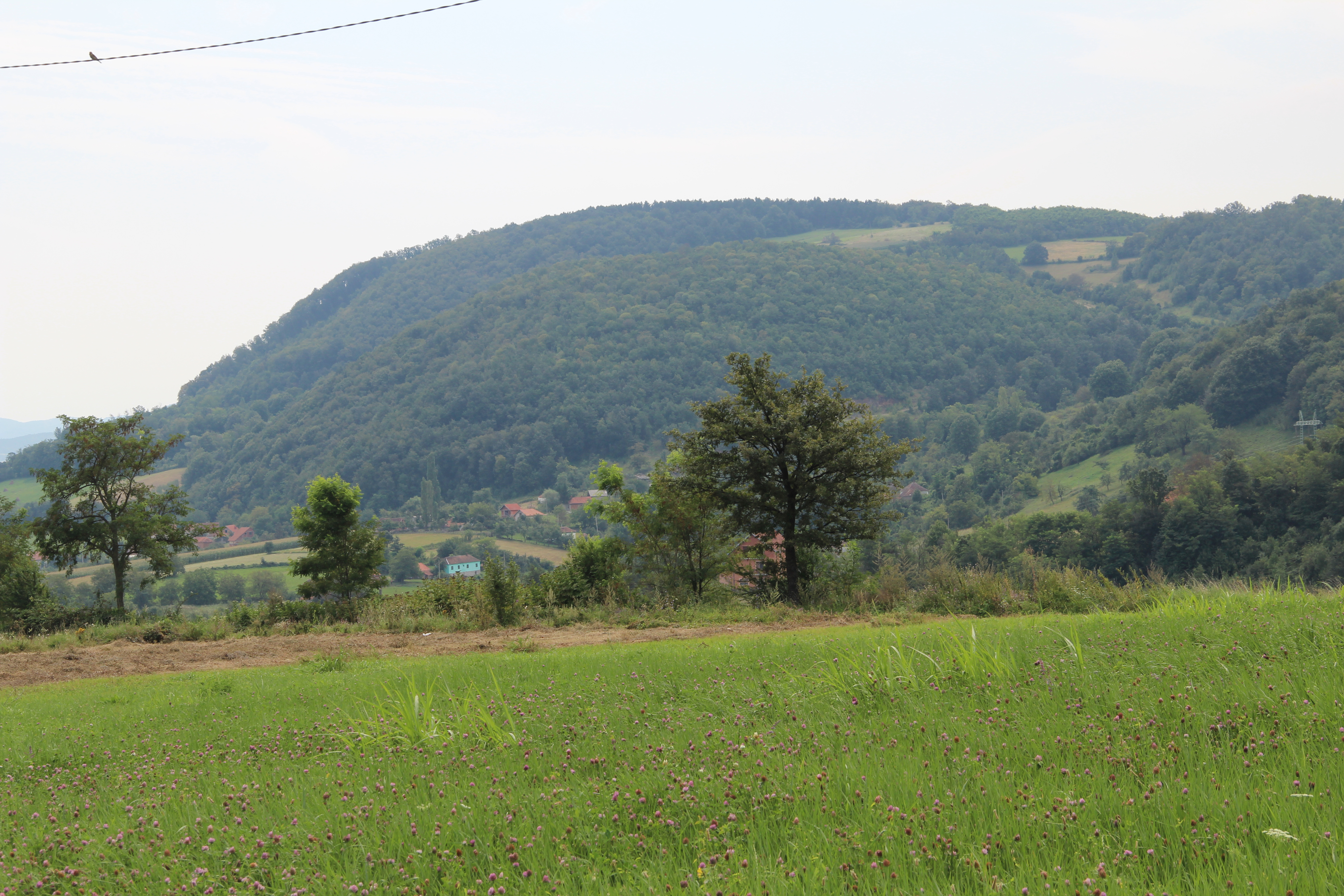
Kovačice - panorama
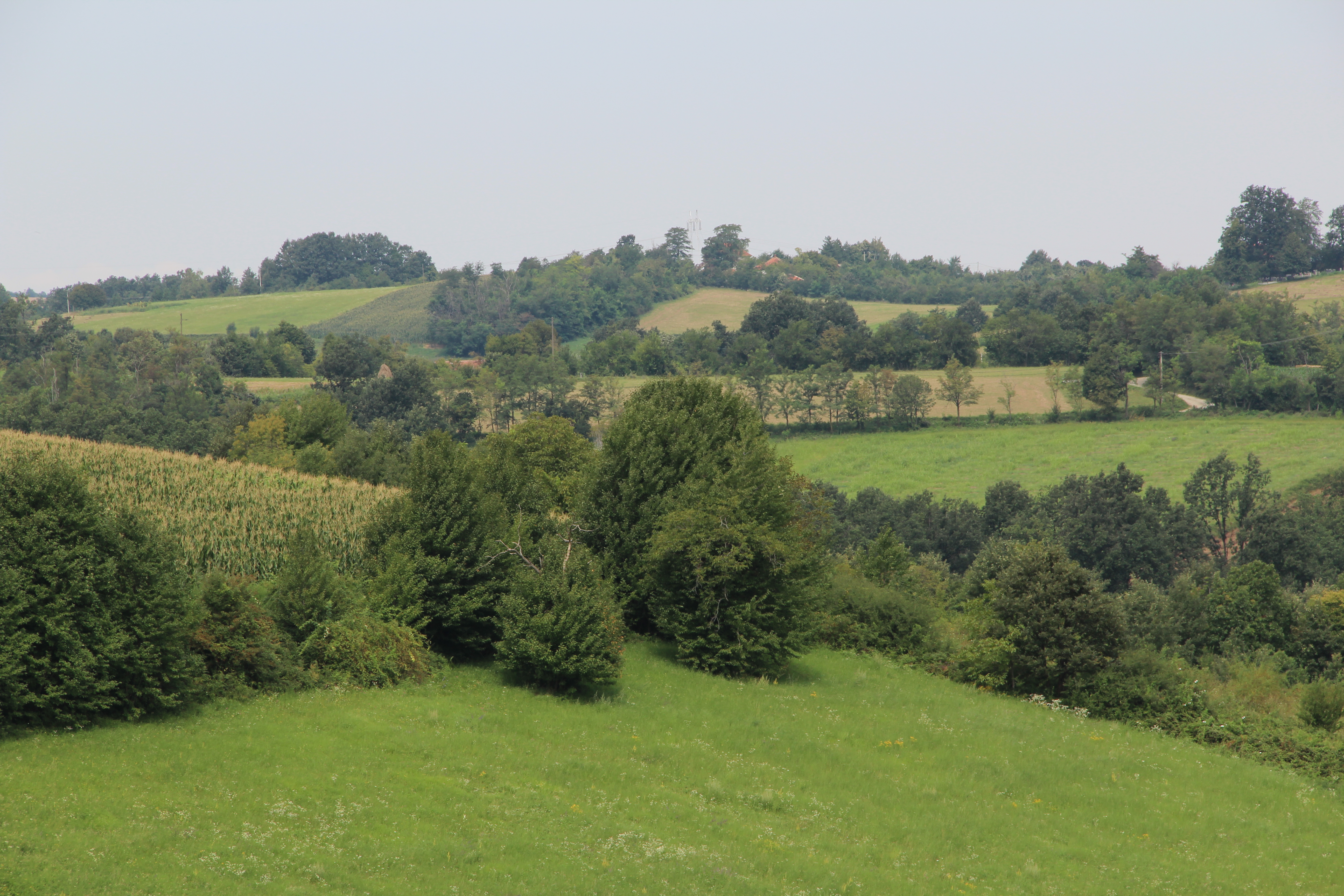
Kovačice - panorama

## Demografia
| 1948 | 1953 | 1961 | 1971 | 1981 | 1991 | 2002 | 2011 |
| ---- | ---- | ---- | ---- | ---- | ---- | ---- | ---- |
| 338  | 237  | 307  | 284  | 247  | 230  | 203  | 174  |